# 彭布羅克郡海岸線國家公園
彭布羅克郡海岸線國家公園（英語：Pembrokeshire Coast National Park）是英國的一處國家公園，位於威爾斯西部彭布羅克郡的沿海地區。彭布羅克郡海岸線國家公園設立於1952年，是英國唯一一處因擁有雄壯海岸線而設立的國家公園。彭布羅克郡海岸線國家公園也是威爾斯的三處國家公園之一。

## 取景
- 小說《哈利波特》（Harry Potter）改編的電影中，精灵多比死后埋葬地

## 外部連結
- Pembrokeshire Coast National Park Authority （页面存档备份，存于）

51°50′N 5°05′W / 51.833°N 5.083°W